# Georg Weber
Georg Weber (Bergzabern, 1808. február 10. – Heidelberg, 1888. augusztus 10.) német történész.

## Életútja

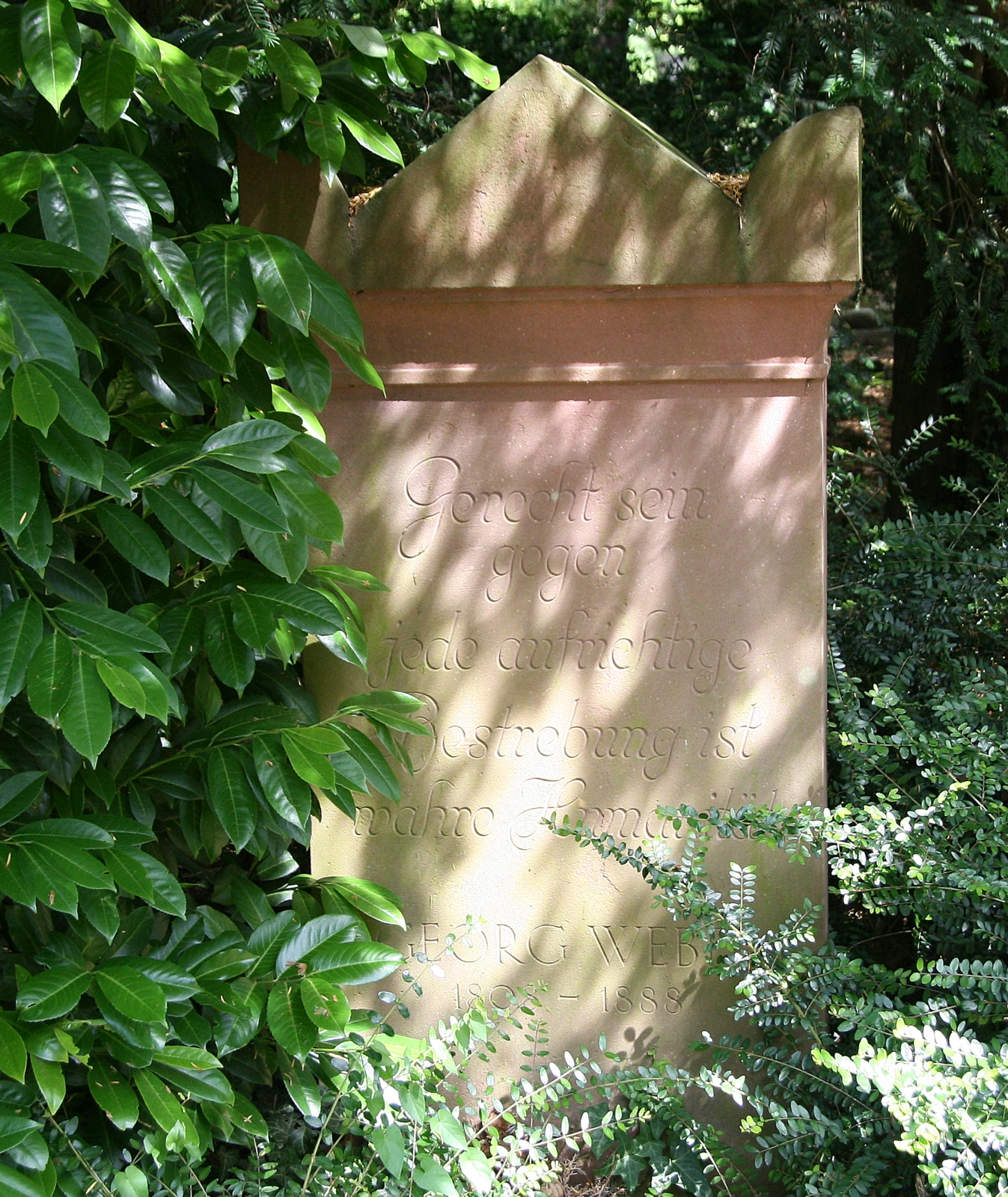
Georg Webe sírja a Heidelbergi temetőn

Weber Bergzabernban nőtt fel, amely 1815-ig átmenetileg Franciaországhoz tartozott. 1825-től 1828-ig Speyerben iskolába járt. Utána volt az erlangeni egyetemen.
Heidelbergben végezte tanulmányait és ugyanott működött mint felsőbb polgári iskolai tanár és igazgató egészen haláláig. Igen termékeny író volt. Lehrbuch der Weltgeschichte című kétkötetnyi világtörténelmet többen magyarra is lefordították. Fő munkája az Allgemeine Weltgeschichte für die gebildeten Stände, mely a legjobb speciális művek alapján készült. Kisebb dolgozatai Geschichtsbilder címen egybegyűjtve jelentek meg (1886).

## Munkái
- Der Calvinismus im Verhältniss zum Staat (Heidelberg, 1836)
- Gesch. der Kirchenreformation in Grossbritannien (2 kötet, Lipcse, 1845–53)
- Lehrbuch der Weltgeschichte (20. kiad. 2 kötet, uo. 1888) → magyar nyelvenː A világtörténet tankönyve
- Geschichte der deutschen Litteratur (11. kiad., uo. 1880)
- Allgemeine Weltgeschichte für die gebildeten Stände (15 kötet és index, uo. 1857-80, 2. kiad. 1882-90)

## Magyarul
- A világtörténet tankönyve, tekintettel a míveltségre, irodalomra és vallásra, 1-5.; ford. Kovács Miklós; Heckenast, Pest, 1865-1869